# Para Dias Ruins
Para Dias Ruins é o segundo álbum de estúdio da cantora e compositora Mahmundi, lançado em agosto de 2018 pela gravadora Universal Music Brasil.
Com repertório predominantemente autoral, o álbum foi produzido pela própria cantora em parceria com Lux Ferreira e inclui o single "Imagem", lançado no ano de 2017.
Sobre a estrutura do álbum, a cantora disse: "Um disco não se faz só por se fazer. Eu sou uma pessoa muito passional, que misturo minha vida com o disco, acho que faz diferença. Nessa caminhada de 2016 para 2018 aconteceram coisas na minha vida pessoal, coisas na minha vida política, coisas no meu relacionamento e na minha sonoridade. Entrei para uma gravadora grande, uma das maiores do mundo hoje, e fui entendendo como é se comunicar com mais gente, perdi um pouco o medo e fui me empoderando de outra forma. Eu quis retornar para a música, e esse disco ‘Para Dias Ruins’ me deu mais possibilidade de fazer música. Ele tem momentos em que eu tô cantando mais, ele tem momentos em que tem instrumentais maiores, ele é um disco mais rico nessas possibilidades.”
Foi eleito o 9º melhor disco brasileiro de 2018 pela revista Rolling Stone Brasil, considerado um dos 25 melhores álbuns brasileiros do segundo semestre de 2018 pela Associação Paulista de Críticos de Arte e indicado ao Grammy Latino de Melhor Álbum Pop Contemporâneo em Língua Portuguesa de 2019.

## Faixas
1. "Alegria"
2. "Outono"
3. "Tempo pra Amar"
4. "Vibra"
5. "Imagem"
6. "As Voltas"
7. "Qual É a Sua?"
8. "Felicidade"
9. "Eu Quero Ser o Mar"